# Saison 2 de Secret Story
 (juin 2025).
La deuxième saison de Secret Story, est une émission française de téléréalité, diffusée sur TF1 du 27 juin 2008 au 5 septembre 2008. 

## Principe
Le principe est similaire à celui de l'émission de téléréalité Loft Story
. Les candidats sont enfermés dans une maison appelée « la maison des secrets » pendant . Des caméras sont installées dans toutes les pièces de la maison hormis les toilettes
. Ils possèdent tous une cagnotte personnelle et un secret qu'ils doivent garder à tout prix. Le but du jeu étant de trouver le secret des autres candidats. Une « voix » accompagne les participants avec des missions en mettant de l'argent en jeu ou des sanctions. Chaque semaine, les téléspectateurs votent afin d'éliminer un candidat. Le gagnant remporte la somme de 150 000 euros
.

## Candidats
| Candidats         | Secret                                                         |
| ----------------- | -------------------------------------------------------------- |
| Matthias          | Nous sommes un faux couple                                     |
| Cyril Paglino     | Mon secret est tatoué sur mon dos[source secondaire souhaitée] |
| Alice             | Nous sommes un faux couple                                     |
| Alexandra         | Je suis princesse                                              |
| Marylin           | Je suis médium                                                 |
| John-David        | J'ai 780 conquêtes à mon tableau de chasse                     |
| Samantha          | Nous sommes en couple                                          |
| Quentin           | Je suis ado et déjà parent                                     |
| Isabelle          | Je suis croque-mort                                            |
| Laurent Lenne     | Je suis prêtre anglican                                        |
| Hayder            | Je vis avec une balle dans la tête,                            |
| Maéva             | Nous sommes mère et fille                                      |
| Nicolas           | Nous sommes en couple                                          |
| Nathalie          | Nous sommes en couple                                          |
| Caroline Receveur | Nous sommes en couple                                          |
| Marie-France      | Nous sommes mère et fille                                      |

## Audiences
L'émission réalise sa moins bonne audience en termes de téléspectateurs lors de la première quotidienne, diffusée le samedi 28 juin 2008, avec 2 060 000 téléspectateurs et en termes de parts de marché lors de la cinquième quotidienne, diffusée le mercredi 2 juillet 2008, avec 22 %.